# 混合智能系統
混合智能系统指的是一種同時結合多個人工智能分支領域的方法和技術的軟體系統，例如： 
- 神經符號系統
- 類神經模糊控制（英语：Neuro-fuzzy）系统
- 聯結-符號混合模型
- 模糊專家系統
- 聯結主義專家系統（英语：Connectionist expert system）
- 演化神經網路（英语：Neuroevolution）
- 遺傳模糊系统（英语：Genetic fuzzy systems）
- 粗糙模糊雜合（英语：Rough fuzzy hybridization）
- 使用模糊、神經或演化方法以及符號推理方法進行強化學習 。

從認知科學角度來看，因為心理操作是同時在符號層級和次符號（sub-symbolic）層級上執行的，因此每個自然界的智能系統都是混合的。近年來，人們對人工智能系统集成的重要性進行了越來越多的討論。目前已有多個簡單且特定的AI系统被創造了出來（例如用於電腦視覺、語音合成之類的系統或採用上述某些模型的軟體），在這些概念的基礎之上，現在是進行整合並建立廣義的AI系统的時候了。贊同此方法的有馬文·閔斯基、Ron Sun、Aaron Sloman和Michael A. Arbib等研究人员。 
其中一個混合系统的實例是階層式控制系統 ，其中最低的反應層即為次符號層級，而時間限制寬鬆的高等層級能夠根據抽象的世界模型進行推理並執行規劃。 
智能系統通常會依賴於混合的推理過程，包括歸納 、演繹、溯因和類比推理。 